# Aeschi
Aeschi é uma comuna da Suíça, situada no distrito de Wasseramt, no cantão de Soleura. Tem 5,42 km² de área e sua população em 2018 foi estimada em 1.214 habitantes.